# Diaulomorpha cicuta
Diaulomorpha cicuta är en stekelart som först beskrevs av Walker 1839.  Diaulomorpha cicuta ingår i släktet Diaulomorpha och familjen finglanssteklar. Inga underarter finns listade i Catalogue of Life.